# Voleibol de praia nos Jogos Pan-Americanos Júnior de 2021
As competições de voleibol de praia na I edição dos Jogos Pan-Americanos Júnior de 2021 foram disputadas entre os dias 30 de novembro e 4 de dezembro, em ambos os naipes.

## Calendário
| Novembro a Dezembro | 30 | 1 | 2 | 3 | 4 |
| ------------------- | -- | - | - | - | - |
| Voleibol de praia   |    |   |   |   | 2 |

|  | Dia de competição |  | Dia de final |

## Medalhistas
| Evento             | Ouro                                               | Prata                                                       | Bronze                                                         |
| ------------------ | -------------------------------------------------- | ----------------------------------------------------------- | -------------------------------------------------------------- |
| Feminino detalhes  | Thainara Mylena Oliveira Victória Tosta BRA Brasil | Allanis Navas Sánchez María Claudia Valentín PUR Porto Rico | Atenas Angélica Guzmán Esperanza Katherine Albarrán MEX México |
| Masculino detalhes | Renato Andrew Lima Rafael Andrew Lima BRA Brasil   | Luis Reyes Noslen Díaz Amaro CUB Cuba                       | Noé Aravena Vicente Droguett CHI Chile                         |

## Quadro de Medalhas

### Masculino
| Ordem | País   | Medalha de ouro | Medalha de prata | Medalha de bronze | Total |
| ----- | ------ | --------------- | ---------------- | ----------------- | ----- |
| 1     | Brasil | 1               | 0                | 0                 | 1     |
| 2     | Cuba   | 0               | 1                | 0                 | 1     |
| 3     | Chile  | 0               | 0                | 1                 | 1     |

### Feminino
| Ordem | País       | Medalha de ouro | Medalha de prata | Medalha de bronze | Total |
| ----- | ---------- | --------------- | ---------------- | ----------------- | ----- |
| 1     | Brasil     | 1               | 0                | 0                 | 1     |
| 2     | Porto Rico | 0               | 1                | 0                 | 1     |
| 3     | México     | 0               | 0                | 1                 | 1     |

### Geral
| Ordem | País       | Medalha de ouro | Medalha de prata | Medalha de bronze | Total |
| ----- | ---------- | --------------- | ---------------- | ----------------- | ----- |
| 1     | Brasil     | 2               | 0                | 0                 | 2     |
| 2     | Cuba       | 0               | 1                | 0                 | 1     |
| 2     | Porto Rico | 0               | 1                | 0                 | 1     |
| 4     | Chile      | 0               | 0                | 1                 | 1     |
| 4     | México     | 0               | 0                | 1                 | 1     |